# Theope hypoxanthe
Theope hypoxanthe är en fjärilsart som beskrevs av Bates 1868. Theope hypoxanthe ingår i släktet Theope och familjen Riodinidae. Inga underarter finns listade i Catalogue of Life.